# Phyllomedusa tetraploidea
Phyllomedusa tetraploidea é uma espécie de anfíbio da família Phyllomedusidae. Pode ser encontrada na Argentina, Brasil e Paraguai. Os seus habitats naturais são: regiões subtropicais ou tropicais húmidas de baixa altitude, marismas de água doce, pastagens e  antigas florestas altamente degradadas. Esta perereca (qualquer sapo que passa a maior parte de sua vida útil em árvores) está ameaçada por perda de habitat.